# Schizoeaca
Schizoeaca is een voormalig geslacht van zangvogels uit de familie ovenvogels (Furnariidae). De soorten zijn tegenwoordig ingedeeld bij het geslacht Asthenes.

## Soorten
Het geslacht kende de volgende soorten:
- Schizoeaca coryi (Okerbrauwdistelstaart)
- Schizoeaca fuliginosa (Witkindistelstaart)
- Schizoeaca griseomurina (Grijze distelstaart)
- Schizoeaca harterti (Zwartkeeldistelstaart)
- Schizoeaca helleri (Punadistelstaart)
- Schizoeaca palpebralis (Oogringdistelstaart)
- Schizoeaca perijana (Perijádistelstaart)
- Schizoeaca vilcabambae (Vilcabambadistelstaart)